# The Devil's Rain
The Devil's Rain is een Amerikaanse horrorfilm uit 1975. De film betekende het filmdebuut voor John Travolta. Ook satanistenleider Anton LaVey speelt een rol in deze film.

## Verhaal
Een bende Satanisten uit Amerika hebben de verschrikkelijke gave om hun tegenstanders te doen wegsmelten, tot een van de kinderen van een oud-slachtoffer de krachten weet te vernietigen.

## Rolverdeling
| Acteur          | Personage        |
| --------------- | ---------------- |
| Ernest Borgnine | Jonathan Corbis  |
| Tom Skerritt    | Tom Preston      |
| Joan Prather    | Julie Preston    |
| Eddie Albert    | Dr. Sam Richards |
| William Shatner | Mark Preston     |
| Ida Lupino      | Mrs. Preston     |
| Woody Chambliss | John             |
| Keenan Wynn     | Sheriff Owens    |
| Claudio Brook   | Preacher         |
| Erika Carlsson  | Aaronessa Fyffe  |
| George Sawaya   | Steve Preston    |
| John Travolta   | Danny            |